# Lupinus brachypremnon
Lupinus brachypremnon är en ärtväxtart som beskrevs av Charles Piper Smith. Lupinus brachypremnon ingår i släktet lupiner, och familjen ärtväxter. Inga underarter finns listade i Catalogue of Life.